# Gara Ditrău
Gara Ditrău este o stație de cale ferată care deservește comuna Ditrău, județul Harghita, România.